# Institut de management et communication interculturels
 (juillet 2018).
L’ISIT, anciennement Institut supérieur d'interprétation et traduction, puis Institut de management et de communication interculturels, est un établissement d'enseignement supérieur privé d'intérêt général basé à Paris et établissement-composante de l'université Paris-Panthéon-Assas.
Créé en 1957, l'ISIT dispense un enseignement en communication, change management & diversity, droit & études multilingues, relations internationales, traduction et interprétation de conférence et compte environ 800 étudiants.
L’établissement est membre de la Conférence internationale des instituts universitaires de traducteurs et d’interprètes (en) (CIUTI), de la Fédération d'écoles supérieures d'ingénieurs et de cadres (FESIC) et de la Conférence des grandes écoles (CGE)[réf. souhaitée].

## Histoire
À la suite de la signature du traité de Rome qui donnera naissance à l’Union européenne, les pays membres avaient besoin de former des professionnels de la traduction et de l’interprétation de conférence. L’ISIT a donc été créé en 1957 au sein de l’Institut catholique de Paris, sous le nom d’Institut supérieur d’interprétation et de traduction.
En 1981, l’ISIT devient membre de la Conférence internationale des instituts universitaires de traducteurs et d'interprètes (CIUTI), puis de la Fédération d'écoles supérieures d'ingénieurs et de cadres (FESIC) en 2005.
En 2006, l'ISIT obtient le visa de l'État pour son diplôme grade de master. Un visa renouvelé tous les 5 ans.
En 2008, l’école change de nom pour devenir l’Institut de management et de communication interculturels. Elle propose désormais des cursus en management et communication interculturels.
En 2010, l’ISIT signe un mémorandum de collaboration avec l’ONU pour favoriser l’accès aux carrières linguistiques dans l'Organisation des Nations unies. Il intègre également la Conférence des grandes écoles (CGE) et la banque d’épreuves littéraires (BEL) des écoles normales supérieures.
En 2014, le diplôme grade de master Interprétation de conférence de l’ISIT intègre le réseau européen European masters in conference interpreting (EMCI).
En 2015, l’ISIT obtient la qualification d’établissement d'enseignement supérieur privé d'intérêt général (EESPIG). L'école signe une convention de partenariat avec l'Agence pour l'enseignement français à l'étranger (AEFE) permettant aux élèves des établissements membres de l'AEFE d'intégrer l'école sur dossier.

### Alliances et partenariats
La même année, l'ISIT signe une convention de partenariat avec l’université Panthéon Assas Paris II pour le programme juriste linguiste.
En 2020, l'ISIT signe une convention de partenariat avec le Centre de formation des journalistes (CFJ) et son école post-bac, l'École W.
Le 19 juin 2021, l'université Paris-II Panthéon Assas annonce un projet d'établissement public expérimental (EPE), dont les statuts ont été déposés au ministère de l'Enseignement supérieur, de la Recherche et de l'Innovation, qui réunira l'ISIT, l'École française d'électronique et d'informatique (EFREI), le Centre de formation des journalistes (CFJ) et l'École W en tant qu'établissements-composantes de l'université, ainsi que l'Irsem de l'École de guerre en tant qu'institut partenaire,. Ce nouvel établissement expérimental public Université Paris Panthéon-Assas est créé officiellement le 1er janvier 2022. L'ISIT en est un établissement-composante.

## Organisation

### Direction
- Directrice générale : Beate Baldwin (d)

### Localisation
Depuis la rentrée 2015, l'ISIT est sur deux sites : à Paris et à Arcueil.
Le 39 bis rue d’Assas à Paris accueille le siège social, l'incubateur et des sessions de formation continue.
Pour répondre à l'augmentation des effectifs de l'école, l'ISIT a ouvert de nouveaux locaux à Arcueil (94110), aux portes de Paris. Les locaux d'Arcueil accueillent la direction, l’administration, des salles de cours et la bibliothèque.

## Formation
L’ISIT vise à former des professionnels de l’interculturel ayant une maîtrise d’au moins trois langues, dont le français tous niveaux et l’anglais. Les autres langues enseignées sont l'allemand, l'arabe, le chinois mandarin, l’espagnol, l’italien, le portugais et le russe. Toute autre langue maîtrisée, mais non enseignée à l’ISIT, peut être diplômée sur examen en fin de cursus.

### 1ercycle programme Grande école
Plusieurs spécialisations sont accessibles dès l’obtention du baccalauréat ou en admission parallèle après un bac +1, +2 ou +3 validé. Elles donnent lieu à un diplôme du grade de master. Les 2 premières années proposent un cycle d'études générales internationales et interculturelles. Au cours de la 3e année, les étudiants effectuent un semestre d’échange à l’étranger dans une université partenaire. Ils sont également sensibilisés à la recherche et à l'entrepreneuriat. Il existe aussi une spécialisation juriste-linguiste, qui se fait en parallèle d'une formation en Droit à l'université. Un partenariat historique lie l'ISIT à la faculté de droit Jean Monnet de Sceaux qui dépend de l’Université Paris-Sud. En 2015, l'ISIT et l’université Panthéon Assas Paris II ont signé également une convention de partenariat pour ce double parcours.
L'ISIT propose également des parcours de premier cycle : Licence en droit et études multilingues et Bachelor en relations internationales, proposés conjointement avec Panthéon-Assas-Université, ainsi qu'un Bachelor en communication internationale et digitale proposé conjointement avec l'EFREI.

### 2ecycle programme Grande école
6 spécialisations professionnalisantes sont proposées en Master : change management & diversity, communication interculturelle et traduction, stratégies internationales et diplomatie, stratégie digitale interculturelle, droit et études multilingues. S'ajoute la spécialisation « interprétation de conférence », accessible uniquement avec niveau Bac +3 validé et après une année complète dans un pays étranger.

### Formation continue
L’ISIT propose des programmes de formation continue destinés aux entreprises, professionnels, administrations et organisations internationales dans les domaines du plurilinguisme et du multiculturel :
- Management interculturel
- Communication interculturelle
- Communication juridique interculturelle
- Traduction
- Interprétation de conférence
- Renforcement linguistique ciblé

## Recherche
Le laboratoire de recherche de l’ISIT participe à des projets de recherche internationaux, dans les domaines de la traductologie, de la communication interculturelle et du management interculturel.
Les étudiants de master de l’ISIT sont intégrés à l’activité de recherche. Ils travaillent sur des projets d’études et de recherche appliquée.

## Associations

### Junior ISIT
Créée en 2000 sous le nom de Junior Trad’, l’association devient Junior ISIT en 2009, puis intègre la Confédération nationale des Junior-Entreprises (CNJE) en 2010. En 2013, Junior ISIT obtient le statut de Junior-Entreprise lors de l’assemblée générale des Junior-Entreprises.
Junior ISIT offre principalement des services de traduction et de communication dans les cinq langues étudiées à l’ISIT, des études de marché à l'international et des missions d’interprétation de liaison. Les clients sont essentiellement des entreprises à forte dimension internationale.

### BDE
Le bureau des étudiants de l’ISIT est responsable de l’animation de la vie étudiante. L’association organise de nombreuses activités tout au long de l’année. Elle a pour objectifs de favoriser l’intégration des étudiants français et internationaux et de promouvoir les échanges multiculturels.

### Solidar'ISIT
Solidar'ISIT est une association humanitaire loi de 1901, dont le but est de sensibiliser les étudiants aux engagements solidaires en France et à l'international. Les membres de l'association sont des étudiants bénévoles de l'ISIT.

### AlumnISIT
AlumnISIT est l'association des anciens élèves et futurs diplômés de l’ISIT. Elle a pour objectif de faciliter l’insertion dans le monde du travail en favorisant les contacts avec les anciens étudiants. Le réseau des anciens regroupe 5 000 anciens étudiants.

### Carrières Internationales
Cette association des diplomates de l'ISIT propose des conférences et des activités autour des enjeux géopolitiques du monde contemporain. Elle participe également à la promotion des carrières dans les organisations internationales et les ONG.

## International

### Réseaux
L’ISIT est membre de plusieurs réseaux internationaux :
- Conférence internationale des instituts universitaires de traducteurs et d’interprètes (en) (CIUTI)
- European Masters in Conference Interpreting (d) (EMCI)
- European Master's in Translation (EMT). Le master européen en traduction est un projet de partenariat entre la Commission européenne et les établissements d’enseignement supérieur proposant des formations en traduction de niveau master[22]
- Mobilité européenne en traduction spécialisée (d) (METS) European Master in Specialized Translation[23]

L’école travaille aussi avec le réseau de l’Association internationale des interprètes de conférence (AIIC). L’école entretient des relations privilégiées avec la Chambre de commerce espagnole en France et les chambres de commerce et d'industrie franco-allemande et italienne et les étudiants passent les épreuves des chambres de commerce de leurs langues respectives. Elle fait aussi partie du réseau du Comité national des conseillers du commerce extérieur de la France (d) (CNCCEF).

### Échanges universitaires
Tous les étudiants de l’ISIT partent en échange universitaire à l’étranger dans une université partenaire de l’école, dans le cadre du programme Erasmus+ ou de conventions bilatérales. Cet échange s’effectue lors de la 2e ou de la 3e année. En échange, l’ISIT reçoit chaque année des étudiants étrangers issus des universités partenaires et bénéficie du label Campus France pour la qualité de son accueil.